# High School Musical: ¡Prepárate para el musical!
High School Musical: ¡Prepárate para el musical! es un videojuego para la consola Nintendo DS basado en las dos primeras películas de High School Musical.

## Modo de juego
El sistema de juego principal es similar al del juego japonés Osu! Tatakae! Ouendan, lanzado en occidente como Elite Beat Agents.
Las canciones no están cantadas por los cantantes originales.
Se inicia con la pandilla preparándose para un competición nacional musical. Ellos tienen problemas entre ellos (ej. Taylor piensa que Chad la engaña con Gabriella, mientras que Chad simplemente tiene miedo a las alturas ya que la otra parte de la competición se llevará a cabo a gran altitud).
Hay tres tipos diferentes de modos de juego: baile, música y dirigir los vídeos musicales.

## Canciones
- Start of Something New
- Get'cha Head in the Game
- What I've Been Looking For
- What I've Been Looking For (Reprise)
- Stick to the Status Quo
- When There Was Me and You
- Bop to the Top
- Breaking Free
- I Can't Take My Eyes Off of You
- We're All in This Together
- What Time is It?
- I Don't Dance

- Datos: Q1159015